# Земя Пири
Земя Пири (на датски: Peary Land; на английски: Peary Land) е полуостров в крайната северна част на Гренландия, вдаващ се над 200 km на север в Северния ледовит океан. Простира се на повече от 300 km от изток на запад, между фиордите Индепенденс на югоизток и Виктория на югозапад. Бреговете му са силно разчленени от няколко дълбоко вдаващи се и постоянно заледени фиорда – Фредерик-Хайд (на североизток), Кох (на югозапад) и др. На Земя Пири се намира най-северната точка на световната суша – нос Морис Джесъп (83°37′39″ с. ш. 32°39′52″ з. д. / 83.6275° с. ш. 32.664444° з. д.). Състои се от отделни, обособени по-малки полуострови: Земя Троле (на изток), Земя Нансен (на северозапад), Земя Нокс (на югозапад). Релефът му е предимно планински, с две простиращи се от запад на изток планини: Рузвелт (на север, 1920 m) и Ханс Егеде (на юг, 1737 m). Западните му части са заети от обширни континентални ледници, а на изток те са по-малко. През 1892 г. видният американски полярен изследовател Робърт Пири открива участък от полуострова, а през лятото на 1900 г. открива, изследва и картира целия полуостров и неговото северно крайбрежие. По-късно целият голям полуостров е наименуван в негова чест.